# نظارة بويط
قرية نظارة بويط هي إحدى القرى التابعة لمركز الرحمانية في محافظة البحيرة في جمهورية مصر العربية. حسب إحصاءات سنة 2006، بلغ إجمالي السكان في نظارة بويط 740 نسمة، منهم 365 رجل و375 امرأة.